# Brojce (gmina)
Brojce (dawniej gmina Broniszewo) – gmina wiejska w północno-zachodniej Polsce, w północnej części województwa zachodniopomorskiego, w powiecie gryfickim, położona na Pobrzeżu Szczecińskim. Siedzibą gminy jest wieś Brojce.
Według danych z 31 grudnia 2016 r. gmina miała 3801 mieszkańców.
Miejsce w województwie (na 114 gmin):

powierzchnia 86., ludność 98.

## Położenie
Gmina Brojce znajduje się w północno-zachodniej Polsce, w woj. zachodniopomorskim, we wschodniej części powiatu gryfickiego.
Według danych z 1 stycznia 2009 powierzchnia miasta wynosi 117,97 km². Gmina stanowi 11,6% powierzchni powiatu.
Sąsiednie gminy:
- Gryfice, Płoty i Trzebiatów (powiat gryficki)
- Rymań i Siemyśl (powiat kołobrzeski)

Do 31 grudnia 1998 r. wchodziła w skład województwa szczecińskiego.

## Miejscowości i podział administracyjny
Gmina Brojce utworzyła 11 jednostek pomocniczych gminy, będących sołectwami.
| Sołectwa              | Miejscowości                   |
| --------------------- | ------------------------------ |
| Sołectwo Bielikowo    | Bielikowo                      |
| Sołectwo Brojce       | Brojce                         |
| Sołectwo Dargosław    | Dargosław, Łatno, Uniestowo    |
| Sołectwo Darżewo      | Darżewo                        |
| Sołectwo Kiełpino     | Kiełpino, Raciborów, Smokęcino |
| Sołectwo Mołstowo     | Mołstowo, Cieszyce, Mołstówko  |
| Sołectwo Pruszcz      | Pruszcz                        |
| Sołectwo Przybiernowo | Przybiernowo                   |
| Sołectwo Strzykocin   | Strzykocin, Grąd               |
| Sołectwo Tąpadły      | Tąpadły, Stołąż                |
| Sołectwo Żukowo       | Żukowo                         |

## Demografia
Według danych z 31 grudnia 2016 r. gmina miała 3801 mieszkańców. Gminę zamieszkuje 6,2% ludności powiatu gryfickiego.

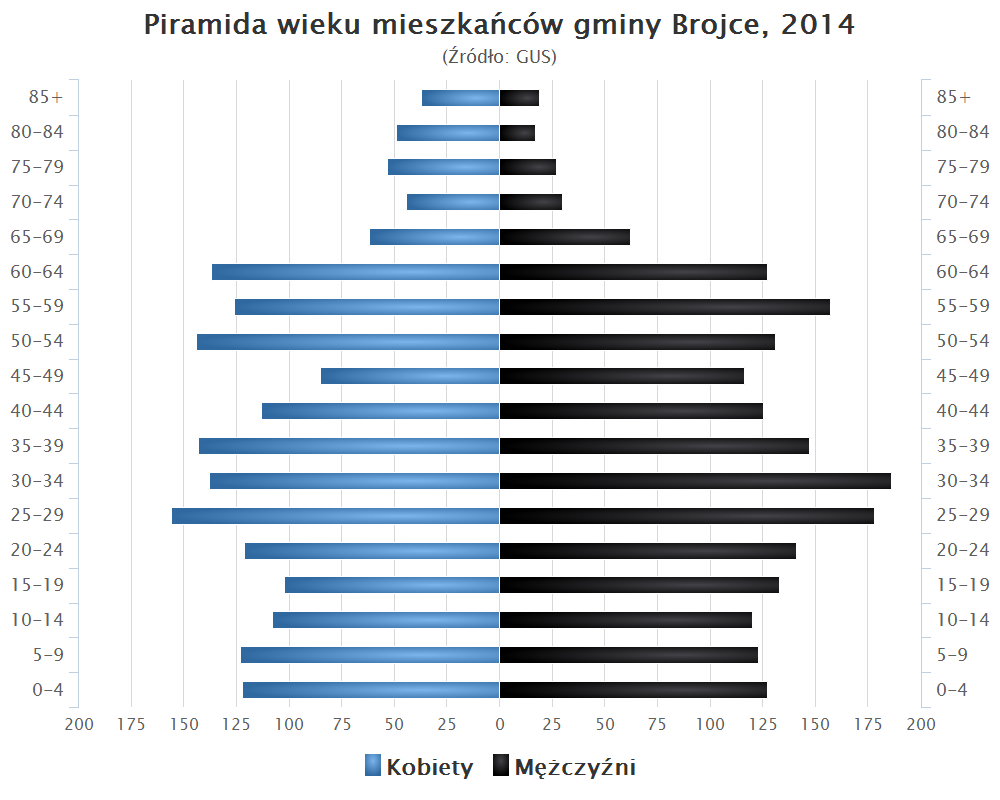
Piramida wieku mieszkańców gminy Brojce w 2014 roku

Dane z 31 grudnia 2016 r.
| Opis      | Ogółem | Ogółem | Kobiety | Kobiety | Mężczyźni | Mężczyźni |
| --------- | ------ | ------ | ------- | ------- | --------- | --------- |
| Jednostka | osób   | %      | osób    | %       | osób      | %         |
| Populacja | 3801   | 100    | 1853    | 48,75   | 1948      | 51,25     |

## Przyroda i turystyka
Gmina leży na Równinie Gryfickiej. Przez rzekę Mołstowę (dopływ Regi) prowadzi szlak kajakowy. Tereny leśne zajmują 19% powierzchni gminy, a użytki rolne 72%.
Na terenie Gminy Brojce jest budowany Rodzinny Park Rozrywki Hossoland.

## Transport
Przez gminę prowadzi droga wojewódzka nr 105, łącząca Brojce z Gryficami (12 km) i ze skrzyżowaniem z Drogą Ekspresową S6 w  Kiełpinie.
Obecnie na terenie gminy nie ma czynnej stacji kolejowej – najbliższe znajdują się w Gryficach, Trzebiatowie oraz w Gąbinie (2,5 km od Żukowa).
W gminie czynny jest jeden urząd pocztowy – w Brojcach (nr 72-304).

### Historia kolei wąskotorowej
Gmina Brojce została objęta połączeniem Gryfickiej Kolei Wąskotorowej w 1898 r. po wybudowaniu wąskotorowej linii kolejowej z Gryfic Wąsk. przez Tąpadły do Dargosławia. W 1900 r. zmieniono szerokość toru z 750 na 1000 mm. W 1907 r. linię przedłużono do Trzebiatowa Wąsk., a do 1913 r. jeszcze do Niechorza. W 1899 r. połączono Tąpadły ze Skrzydłowem, a zarazem połączono Gryficką Kolej Wąskotorową z Kołobrzeską Koleją Wąskotorową. W 1961 r. przestały kursować pociągi do Kołobrzegu. Do 1962 r. kursowały pociągi pasażerskie na trasie Gryfice – Gościno, a do 1966 r. w skróconej relacji do Rymania. Na pozostałych liniach pozostał ruch towarowy, który przez długie lata, do 1990 r., odgrywał jeszcze dużą rolę. Później, do 1995 r., odbywały się coraz mniejsze przewozy na trasie Rymań – Tąpadły. W 1991 r. zamknięto odcinek Trzebiatów Wąsk. – Dargosław, a w 1996 r. z Dargosławia do Gryfic Wąsk. Odcinek Tąpadły – Skrzydłowo – Resko Płn. do 1996 r. służył do przewozu taboru na naprawy do Reska. Cała sieć straciła spójność w czerwcu 1999 r., gdy zdemontowano przęsła torów na przejazdach kolejowo–drogowych w ciągu szosy E28 w Wicimicach, Rymaniu i Ramlewie. W okolicach Gościna (układ torowy stacji, linia w kierunku Sławoborza i częściowo linia w kierunku Rymania) oraz tory na odcinku Skrzydłowo – Tąpadły zdemontowano na przełomie lat 2006/2007.

## Oświata
Na terenie gminy funkcjonuje Szkoła Podstawowa w Brojcach oraz Szkoła Podstawowa w Dargosławiu.

## Kultura i sport
Na terenie gminy funkcjonuje Gminna Biblioteka Publiczna w Brojcach. Życie społeczne i kulturalne w gminie skupia się głównie wokół szkół, Biblioteki Gminnej, drużyn OSP, Kół Gospodyń Wiejskich. W Brojcach znajduje się Izba Muzealna prowadzona przez Stowarzyszenie Historyczne "Pamięć i Tożsamość", w której gromadzone są artefakty związane z historią gminy Brojce.
W gminie Brojce działa klub piłkarski LKS Wicher Brojce (północna grupa szczecińskiej klasy okręgowej).

## Religia
Teren gminy obejmuje parafia rzymskokatolicka pw. Najświętszego Serca Pana Jezusa w Brojcach.

## Bezpieczeństwo
Teren gminy patrolują dzielnicowi z Komendy Powiatowej Policji w Gryficach.
Na terenie gminy działa 5 jednostek Ochotniczej Straży Pożarnej (Brojce, Dargosław, Kiełpino, Darżewo, Tąpadły), w tym dwie włączone w skład krajowego systemu ratowniczo-gaśniczego (Brojce, Kiełpino). Akcje wspomaga Komenda Powiatowa Państwowej Straży Pożarnej w Gryficach dysponująca specjalistycznym sprzętem.

## Administracja
Wójtowie Gminy Brojce:
- Jan Taras Michno (1990–1992)
- Wiktor Iwaniec (1992–1997)
- Stanisław Gnosowski (1997–2018)
- Michał Zinowik (od 2018)

W 2016 r. wykonane wydatki budżetu gminy Brojce wynosiły 16,5 mln zł, a dochody budżetu 16,5 mln zł. Zobowiązania samorządu (dług publiczny) według stanu na koniec 2016 r. wynosiły 8,1 mln zł, co stanowiło 48,9% poziomu dochodów.
Gmina Brojce jest obszarem właściwości Sądu Rejonowego w Gryficach i Sądu Okręgowego w Szczecinie. Gmina (właśc. powiat gryficki) jest obszarem właściwości miejscowej Samorządowego Kolegium Odwoławczego w Szczecinie.
Gmina Brojce należy do Unii Miast i Gmin Dorzecza Regi oraz Celowego Związku Gmin R-XXI.

## Polityka
| Nr okręgu | Granice okręgu                | Liczba radnych |
| --------- | ----------------------------- | -------------- |
| 1         | Bielikowo                     | 1              |
| 2         | część Brojc                   | 1              |
| 3         | część Brojc                   | 1              |
| 4         | część Brojc                   | 1              |
| 5         | część Brojc                   | 1              |
| 6         | część Brojc                   | 1              |
| 7         | Dargosław, Łatno              | 1              |
| 8         | Darżewo, Uniestowo            | 1              |
| 9         | Kiełpino, Raciborów           | 1              |
| 10        | Mołstowo, Mołstówko, Cieszyce | 1              |
| 11        | Pruszcz                       | 1              |
| 12        | Przybiernowo                  | 1              |
| 13        | Strzykocin, Grąd, Smokęcino   | 1              |
| 14        | Tąpadły, Stołąż               | 1              |
| 15        | Żukowo                        | 1              |
|           | Razem (Σ)                     | 15             |

Mieszkańcy gminy Brojce razem z mieszkańcami gminy Płoty wybierają 4 radnych do Rady Powiatu Gryfickiego i radnych do Sejmiku Województwa Zachodniopomorskiego w okręgu nr 2. Posłów na Sejm wybierają z okręgu wyborczego nr 41, senatora z okręgu wyborczego nr 98, a posłów do Parlamentu Europejskiego z okręgu wyborczego nr 13.